# Synthetische diamant

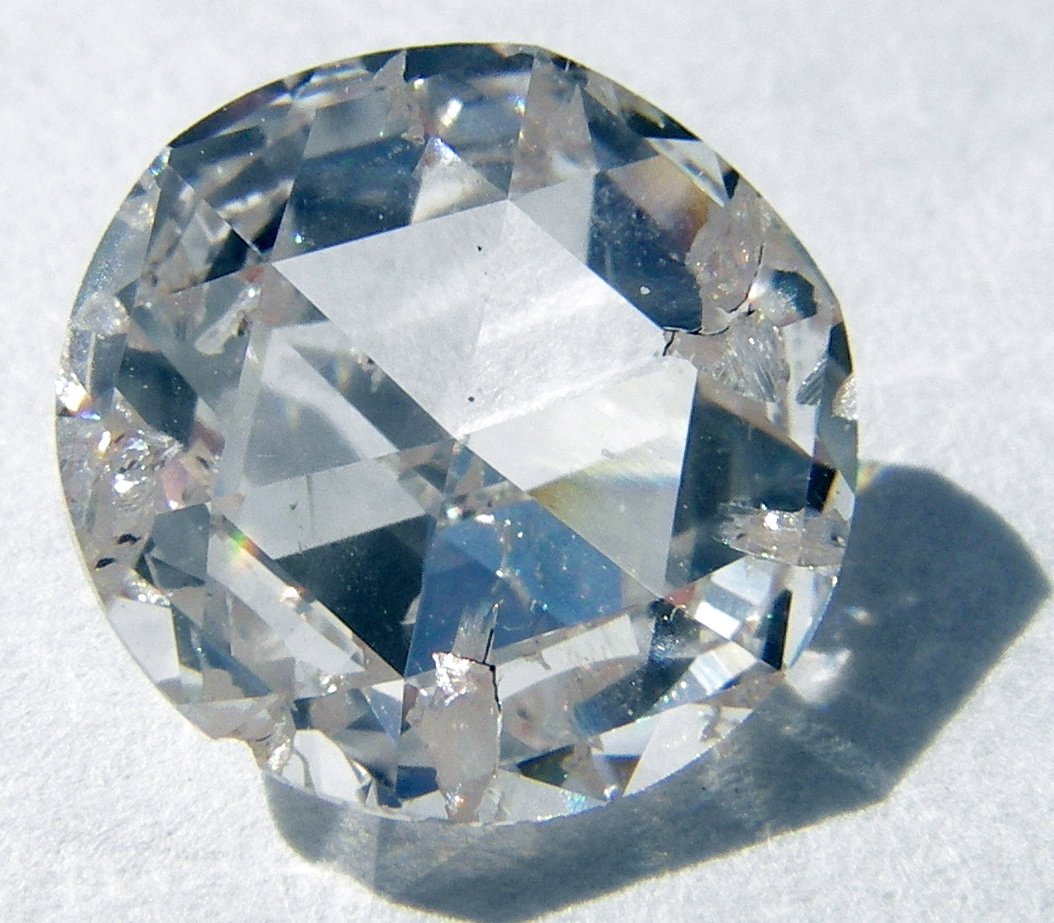

Een synthetische diamant is een diamant die op kunstmatige wijze gemaakt is.
Er zijn verschillende procedés om dit soort diamanten te maken. Er is een procedé, waarbij ook andere atomen dan koolstofatomen worden ingesloten waardoor deze diamanten een gele kleur hebben, wat voor sierdiamanten niet fraai is. In Amerika is een procedé ontwikkeld, waarbij geen andere atomen meer in de diamant voorkomen. Deze zijn zowel in Amerika als in Duitsland reeds te verkrijgen. Twee Amerikaanse leveranciers zijn Apollo Diamonds en Gemesis.
Onderzoekers van de Carnegie Institution van Washington ontdekten in 2004 een procedé om binnen 24 uur diamant te synthetiseren die meer dan 50% harder is dan de natuurlijke diamant.
Ongeveer 90% van alle diamantslijppoeder is tegenwoordig synthetisch. Van de synthetische diamanten wordt het overgrote deel nog onder hoge druk vervaardigd. Een groeiend aandeel wordt vervaardigd door middel van opdamping bij lage druk. De kleine kristallen die deze techniek oplevert, vindt zijn toepassing als ultraharde coating bij de fabricage van voorgevormd gereedschap.
Zirkonia bestaat uit zirkonium(IV)oxide (ZrO2) en is een populaire vervanger van synthetische diamant.